# Viljučinsk
Viljučinsk (rusko Вилючинск) je zaprto mesto v Kamčatskem okraju v Rusiji, ki leži na polotoku Kamčatka, okrog 20 km čez zaliv Avača od Petropavlovsk-Kamčatskega. Leta 2010 je imelo mesto 22.905 prebivalcev.

## Zgodovina
Mesto je bilo ustanovljeno kot Sovjetski 16. oktobra 1968 z združitvijo treh naselij, kjer so bila podmorniška oporišča Sovjetske vojne mornarice: Ribači, Primorski in Seldevaj. Med letoma 1970 in 1994 je nosilo ime po najbližjem večjem kraju Petropavlovsk-Kamčatski-50, leta 1994 pa je bilo poimenovano po bližnjem vulkanu Viljučinsk.
V mestni četrti Ribači je oporišče podmornic od avgusta 1938.
V 90. letih 20. stoletja sta bili v mestu zgrajeni dve pravoslavni cerkvi.